# Soronia punctatissima
Soronia punctatissima – gatunek chrząszcza z rodziny łyszczynkowatych i podrodziny Nitidulinae. Zamieszkuje palearktyczną Eurazję.

## Taksonomia
Gatunek ten opisany został po raz pierwszy w 1794 roku przez Johanna Karla Wilhelma Illigera pod nazwą Nitidula punctatissima.

## Morfologia
Chrząszcz o owalnym w zarysie, lekko wypukłym po stronie grzbietowej ciele długości od 4,5 do 7 mm. Głowa jest smoliście brunatna z rdzawobrunatnymi czułkami. Czułki mają człon pierwszy guzowato nabrzmiały, a trzy człony ostatnie uformowane w niezmodyfikowaną buławkę. Przedplecze i pokrywy są w częściach środkowych smoliście brunatne z rdzawożółtymi plamami, części boczne pokryw i przedplecza są natomiast szeroko rynienkowate i ubarwione rdzawobrunatnie. Boczne brzegi przedplecza są w tylnych odcinkach lekko łukowate, co odróżnia ten gatunek od podobnego S. grisea. Punktowanie wierzchu ciała jest bezładne, wierzch przedplecza i pokryw ma nierówną rzeźbę, a na pokrywach występują ponadto słabo zaznaczone, poprzerywane żeberka podłużne, porośnięte grubymi i hakowato wygiętymi ku tyłowi włoskami czarnymi i białymi. Przedpiersie ma wyrostek międzybiodrowy na wierzchołku spłaszczony, wyraźnie poszerzony i prosto ścięty. Odnóża są rdzawobrunatne. U samca przednia ich para ma golenie o wierzchołkach zgrubiałych i wygiętych do wewnątrz.

## Ekologia i występowanie
Owad ten zasiedla lasy i parki liściaste i mieszane. Jest gatunkiem saproksylicznym. Żeruje na fermentującym soku wyciekającym ze zranionych drzew liściastych oraz porastających go grzybach, także w nasiąkniętych trocinach obecnych w chodnikach gąsienic trociniarki czerwicy. Owady dorosłe ponadto przylatują do gnijących na pryzmach kompostowych buraków i brukwi.
Gatunek palearktyczny. W Europie znany jest z Hiszpanii, Irlandii, Wielkiej Brytanii, Francji, Belgii, Luksemburga, Holandii, Niemiec, Szwajcarii, Austrii, Włoch, Danii, Szwecji, Norwegii, Finlandii, Estonii, Litwy, Polski, Czech, Słowacji, Węgier, Białorusi, Ukrainy, Mołdawii, Rumunii, Bułgarii, Słowenii, Chorwacji, Bośni i Hercegowiny, Czarnogóry, Serbii oraz europejskiej części Rosji. Poza Europą zamieszkuje palearktyczną Azję. W Polsce znany jest z nielicznych stanowisk.